# Une femme coquette
Une femme coquette je francouzský krátkometrážní film, který natočil režisér Jean-Luc Godard podle povídky Le Signe od Guye de Maupassanta. Jde o režisérův vůbec první film. Jde o černobílý film, který dosahuje délky 9 minut. Roli ženy v něm ztvárnila Maria Lysandre, zatímco muže hrál Roland Tolma. Menší roli v něm měl i sám režisér. Řadu let byl snímek filmovými odborníky považován za ztracený. Film byl ve skutečnosti dostupný pouze s Godardovým svolením. V roce 2017 jej filmový archivář David Heslin nahrál na YouTube.